# Resolució 954 del Consell de Seguretat de les Nacions Unides
La Resolució 954 del Consell de Seguretat de les Nacions Unides fou adoptada per unanimitat el 4 de novembre de 1994. Després de recordar la Resolució 733 (1992) i totes les resolucions pertinents sobre la situació a Somàlia i una recent missió del Consell de Seguretat al país, el Consell va assenyalar la manca de progrés en la procés de pau i va decidir, en virtut del Capítol VII de la Carta de les Nacions Unides, ampliar el mandat de l'Operació de les Nacions Unides a Somàlia per a un temps final, fins al 31 de març de 1995.
El Consell de Seguretat va agrair els esforços de la missió per transmetre les opinions del Consell a les parts somalis i va encomiar el treball de milers de persones que participen en la UNITAF, la UNOSOM II i els esforços humanitaris. Es va observar que s'havien salvat centenars de vides de fam. Al mateix temps, el Consell va reconèixer que la manca de cooperació entre partits i faccions de Somàlia va minar els objectius de les Nacions Unides a Somàlia i, per tant, la continuació de la UNOSOM II a partir de finals de març de 1995 no estava justificada. Hi havia garanties dels partits somalis que cooperarien i no interferirien amb la retirada de la UNOSOM II. Les Nacions Unides continuarien la mediació a Somàlia, en cooperació amb l'Organització de la Unitat Africana, la Lliga Àrab i l'Organització de la Conferència Islàmica, i també mantindria la prestació d'ajuda humanitària.
Al ampliar el mandat de la UNOSOM II per a un temps final, el seu principal objectiu era facilitar la reconciliació política. Es va instar a totes les faccions somalis a negociar i establir un govern de transició d'unitat nacional. Les parts també havien de garantir la seguretat de la UNOSOM II i el personal humanitari, autoritzant a la UNOSOM II a prendre mesures per protegir la seva retirada. Es demana a tots els membres que segueixin donant suport al procés de pau de Somàlia i que respectin estrictament l'embargament d'armes del país imposat a la Resolució 733. Finalment es va demanar al Secretari General Boutros Boutros-Ghali que informés al Consell sobre els esdeveniments en tots els àmbits de Somàlia abans del 31 de març de 1995 i recomanar suggeriments sobre el paper que les Nacions Unides podrien exercir a Somàlia després d'aquesta data.
Les últimes tropes de l'ONUSOM es van retirar de Somàlia el 3 de març de 1995. Va ser la primera vegada que les Nacions Unides van abandonar el país sense completar els seus objectius.